# Apple Account
Apple Account, voorheen Apple ID, is een account dat kan worden aangemaakt bij Apple Inc. Het kan gebruikt worden voor diverse producten en diensten van Apple, waaronder Apple Store, iCloud, Berichten en FaceTime.

## Beschrijving
Een Apple-account kan worden gebruikt op Mac-computers en draagbare apparaten zoals de iPhone, iPad, iPod Touch en Watch. Het account bevat persoonlijke informatie en instellingen, die worden toegepast wanneer een gebruiker met het account inlogt.
Gebruikers kunnen een Apple-account kosteloos registreren op een speciale webpagina dat moet bestaan uit een geldig e-mailadres met een wachtwoord van minimaal acht tekens. Het account zal vervolgens worden gecontroleerd door middel van een verificatiemail.
Het account kan gebruikt worden voor verschillende Apple-diensten, zoals voor de streamingdiensten Apple TV en Apple Music, maar ook voor de aankoop van muziek in de iTunes Store. Het account kan ook gekoppeld worden aan een Apple-apparaat, zodat deze in geval van verlies onbruikbaar kan worden gemaakt en teruggevonden via Zoek mijn. Ten slotte kan men het account gebruiken voor het synchroniseren van gegevens, zoals contacten, foto's en bestanden.
Vergeten wachtwoorden en accounts kunnen hersteld worden door het beantwoorden van enkele beveiligingsvragen. Apple zal zelf nooit wachtwoorden resetten voor accounts.
In maart 2013 werd een tweestapsverificatiemethode geïmplementeerd voor een verhoogde beveiliging van het account.
Met de release van iOS 18, iPadOS 18, macOS Sequoia en watchOS 11 werd Apple ID in 2024 hernoemd naar Apple Account. De naamswijziging brengt geen functionele veranderingen met zich mee.